# 八本松町原
八本松町原（はちほんまつちょうはら）は、広島県東広島市の町名。全域で住居表示未実施である。

## 概要
八本松地区の中央部に位置し、旧原村の大半を占める。東で西条町寺家ならびに西条町下見に接しており、広島大学生向けのアパートも散在する。
西条湖とも呼ばれるかつての湖水が消滅した後、「原」が出現したことが名前の由来だと考えられている。

## 沿革
- 1889年（明治22年）4月1日 - 町村制施行。賀茂郡原村が単独で村制施行する。全域が大字「原」となる[2][3]。
- 1956年（昭和31年）9月1日 - 賀茂郡川上村、吉川村、原村が合併して八本松町が発足する。原は八本松町の大字となる[2][4]。
- 1967年（昭和42年） - 西条町下見と境界変更（日月不明）[2]。
- 1974年（昭和49年）4月20日 - 八本松町が周辺3町と合併し、東広島市が発足。原は「八本松町原」として東広島市の大字となる[2][5]。

## 交通

### 鉄道
町内に鉄道は通っていない。最寄り駅はJR山陽本線の八本松駅。寺家駅や西条駅も利用可能である。

### バス
八本松駅と広島大学を結ぶバス(JRバス中国と芸陽バスによる共同運行)と、西条駅と吉川工業団地を結ぶバス(芸陽バスによる運行)が町内を走っている。

### 道路
- 広島県道67号馬木八本松線
- 広島県道332号吉川西条線
- 広島県道335号津江八本松線
- 西条バイパス - 七ツ池交差点で県道67号と接続しており、福山、三原方面の片方向のみ出入口が設置されている。

## 施設・史跡など

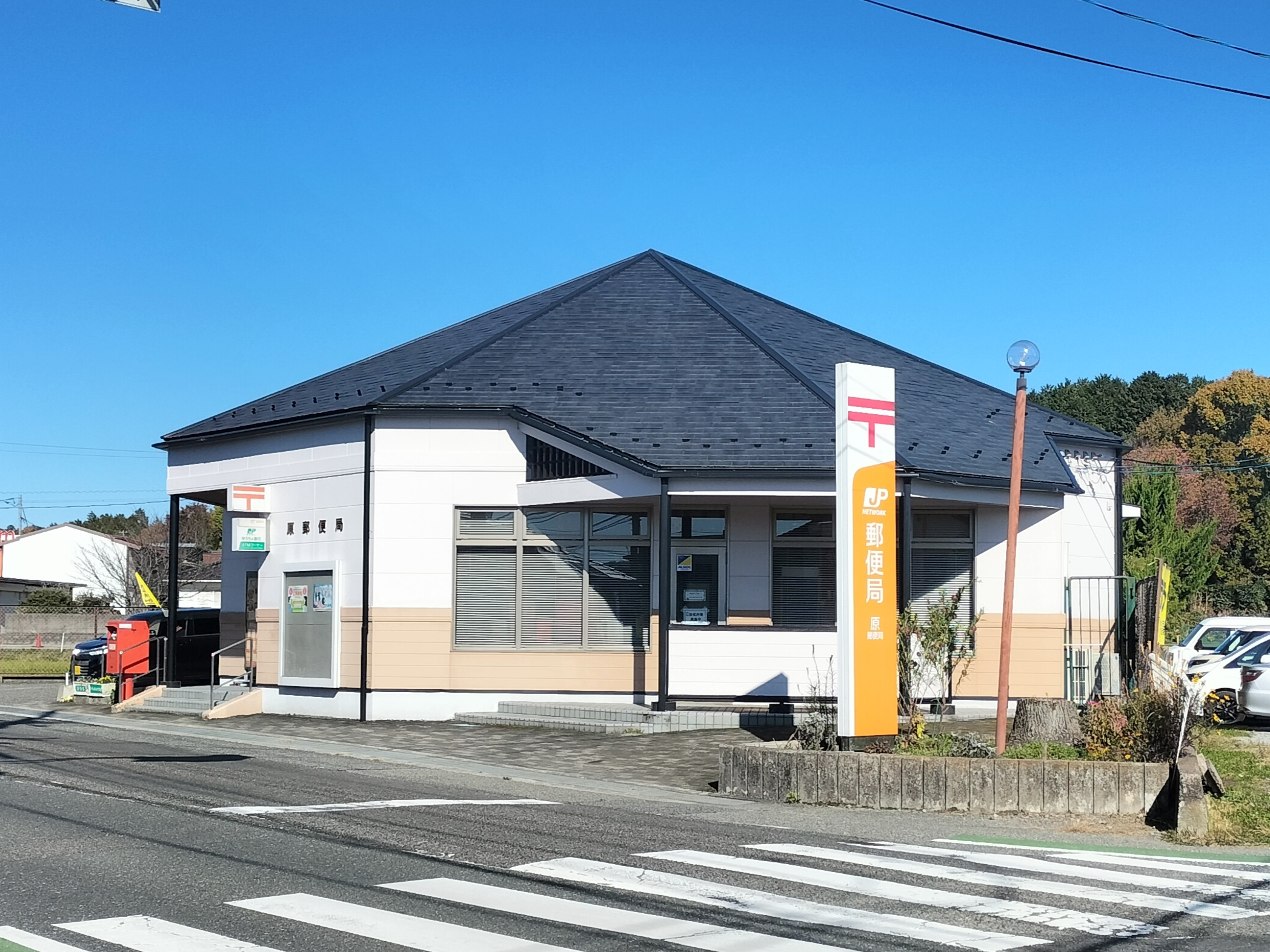
原郵便局

- 広島少年院
- 貴船原少女苑 -女子少年院
- 県立広島学園 - 児童自立支援施設[8]
- 東広島市立原小学校
- 東広島市立八本松小学校
- 広島県立総合技術研究所農業技術センター
- 原郵便局
- 東広島警察署原駐在所
- 陸上自衛隊原村演習場
- 槌山城跡
- 道祖園自動車学校

## 教育
公立小学校に通学する場合、住んでいる場所に応じて原小学校、八本松小学校、吉川小学校のいずれかに進学することになる。いずれの小学校に入学した場合でも、進学先の中学校は八本松中学校である。

## 世帯数・人口
2024年9月末での世帯数は2029世帯、人口は3765人である。

## ゆかりのある人物
- 溝手顕正（参議院議員、三原市長） - 父方の郷里が八本松町原。